# 儒家菜
儒家菜，是指台灣台北市政府2011年花費台幣570萬元將儒家文化與中華美食作連結製作的菜單，目的是為紀念孔子誕辰與推廣台北孔廟附近觀光。於是各種台灣小吃都改變菜名，如三杯雞稱文天祥雞、糖醋魚稱聖賢禮魚、鐵板牛肉稱釁鐘大牛、海鮮粥稱君臣啜粥，與孔子、孟子、韓愈、朱子、王守仁等先儒先哲都牽扯有相關淵源。台北市孔廟大龍街的各種小吃、飲料也紛紛掛上儒家菜的廣告，像是泡菜炒飯、炒泡麵、義大利麵、鹹水雞、黑白切、炸雞、拿鐵。